# LSM-дерево
LSM-дерево (от Log-structured merge-tree — журнально-структурированное дерево со слиянием) — используемая во многих СУБД структура данных, предоставляющая быстрый доступ по индексу в условиях частых запросов на вставку (например, при хранении журналов транзакций). LSM-деревья, как и другие деревья, хранят пары «ключ — значение». LSM-дерево поддерживает две или более различные структуры, каждая из которых оптимизирована под устройство, в котором она будет храниться. Синхронизация между этими структурами происходит блоками.

## Принцип работы
Простая версия LSM-дерева — двухуровневое дерево — состоит из двух древоподобных структур C0 и C1. C0 меньше по размеру и хранится целиком в оперативной памяти, а C1 находится в энергонезависимой памяти. Новые записи вставляются в C0. Если после вставки размер C0 превышает некоторое заданное пороговое значение, непрерывный сегмент удаляется из C0 и сливается с C1 на устройстве постоянного хранения. Хорошая производительность достигается за счёт того, что деревья оптимизированы под своё хранилище, а слияние осуществляется эффективно и группами по нескольку записей, используя алгоритм, напоминающий сортировку слиянием.
Большинство LSM-деревьев, используемых на практике, реализует несколько уровней. Уровень 0 (назовём его MemTable) хранится в оперативной памяти и может быть представлен обычным деревом. Данные на устройствах постоянного хранения хранятся в виде отсортированных по ключу таблиц (SSTable). Таблица может храниться в виде отдельного файла или набора файлов с непересекающимися значениями ключей. Для поиска конкретного ключа нужно проверить его наличие в MemTable, а затем — пройти по всем SSTable на устройстве постоянного хранения.
Схема работы с LSM-деревом:
- индексы SSTable всегда загружены в оперативную память;
- запись производится в MemTable;
- при чтении сначала проверяется MemTable, а затем, если надо, — SSTable на устройстве постоянного хранения;
- периодически MemTable сбрасывается в энергонезависимую память для постоянного хранения в виде SSTable;
- периодически SSTable на устройствах постоянного хранения сливаются.

Искомый ключ может появиться сразу в нескольких таблицах на устройствах постоянного хранения, и итоговый ответ зависит от программы. Большинству приложений нужно лишь последнее значение, относящееся к данному ключу. Другие, например Apache Cassandra, в которой каждое значение представляет собой строку базы данных (а строка может иметь разное количество столбцов в разных таблицах с устройств постоянного хранения), вынуждены как-либо обрабатывать все имеющиеся значения, чтобы получить корректный результат.
Чтобы сократить время выполнения запросов, на практике стараются избегать ситуации со слишком большим количеством таблиц на устройствах постоянного хранения.
Были разработаны расширения к «уровневому» методу для поддержания B+‍-структур, например, bLSM и Diff-Index.

## Время работы
Архитектура LSM-дерева позволяет удовлетворить запрос на чтение либо из оперативной памяти, либо за одно обращение к устройствам постоянного хранения. Запись тоже всегда быстра независимо от размеров хранилища.
SSTable на устройствах постоянного хранения неизменяема. Поэтому изменения хранятся в MemTable, а удаления должны добавлять в MemTable специальное значение. Поскольку новые считывания происходят последовательно по индексу, обновлённое значение или запись об удалении значения встретятся раньше, чем старые значения. Периодически запускаемое слияние старых SSTable на устройстве постоянного хранения будет производить эти изменения и действительно удалять и обновлять значения, избавляясь от ненужных данных.